# Blurryface
Blurryface è il quarto album in studio del duo musicale statunitense Twenty One Pilots, pubblicato nel maggio 2015 dalla Fueled by Ramen.
È il primo album della band (e il quinto pubblicato dalla Fueled by Ramen) a raggiungere il primo posto della Billboard 200. Durante la sua prima settimana di uscita è inoltre risultato l'album più venduto in tutto il mondo con oltre 154 000 copie vendute, 133 600 delle quali solo negli Stati Uniti d'America.
Nel marzo 2016 raggiunge le 753 000 copie vendute nei soli Stati Uniti d'America, e nello stesso anno ottiene il premio come miglior album rock ai Billboard Music Awards e agli Alternative Press Music Awards. Al 2018 ha venduto oltre 3 milioni di copie solo negli Stati Uniti. Per il successo di pubblico e di vendite raggiunto, nel 2020 è stato scelto da Billboard come il "miglior album rock del decennio".
Tra i singoli estratti, Stressed Out e Ride hanno riscosso nel 2016 un particolare successo di vendite, entrando nelle classifiche di tutto il mondo e ottenendo la certificazione di disco di diamante. Altro particolare è che al 2018, a soli 3 anni dalla pubblicazione, tutti i brani dell'album sono stati certificati almeno disco d'oro dalla RIAA per gli oltre 500 000 download ricevuti caduno, rendendo Blurryface il primo album nella storia della musica ad aver raggiunto tale traguardo.

## Descrizione
Definito il più vario lavoro dei Twenty One Pilots, l'album non solo attinge dai soliti generi che il duo ama utilizzare nei propri brani ma ne amplia lo spettro musicale, dando notevole spazio anche a generi come il reggae e il dub.

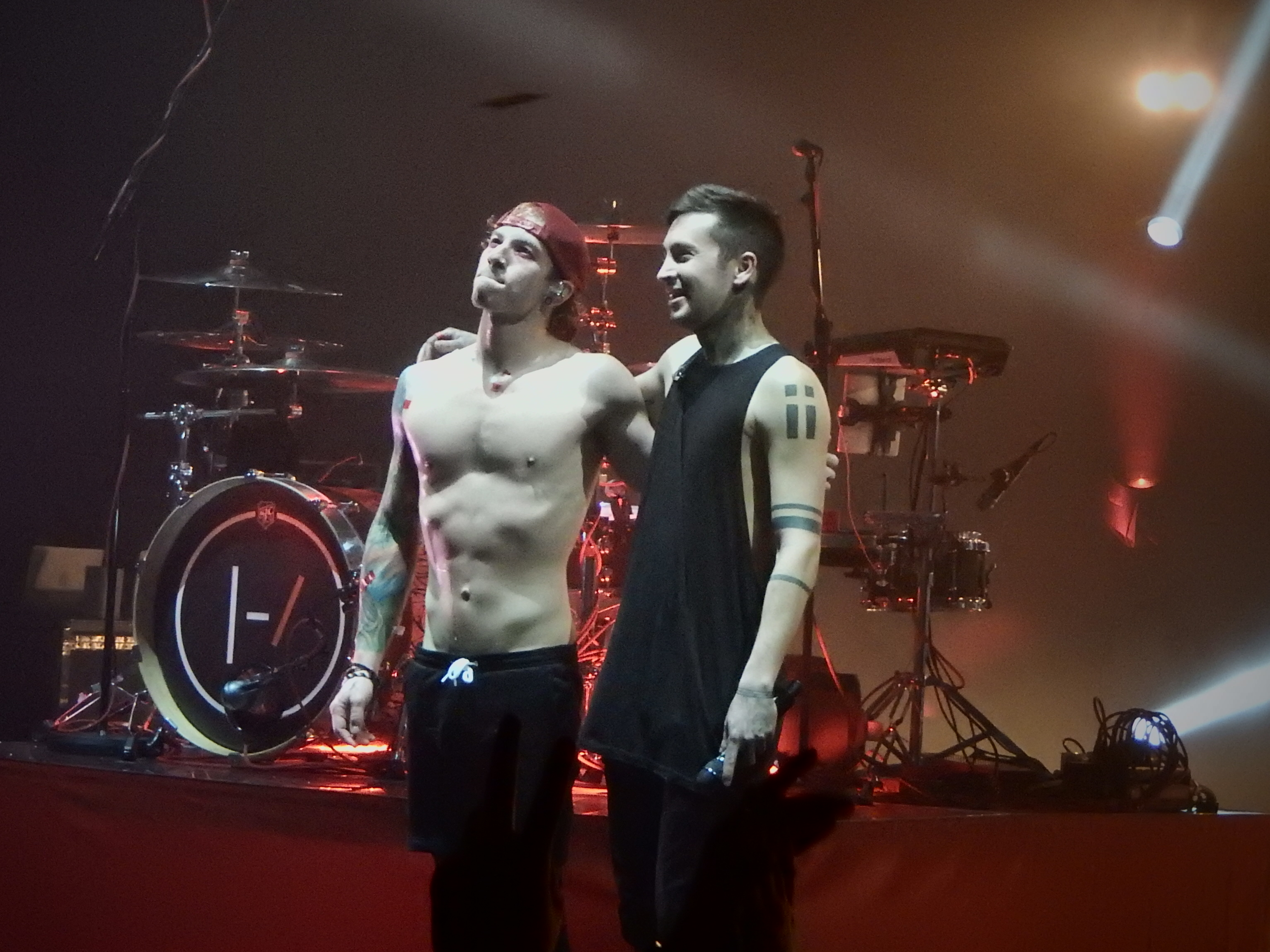
Josh Dun e Tyler Joseph in concerto durante il Blurryface Tour in supporto all'album, alla Brixton Accademy di Londra nel 2016

Particolarità di Blurryface è l'essere stato registrato con diversi produttori in diverse località: Stressed Out, Polarize, Hometown e Not Today son state registrate con Mike Elizondo ai Can Am di Tarzana, in California, The Judge a Londra con Mike Crossey, e Message Man con Tim Anderson ai Werewolf Heart a Los Angeles, mentre il resto dell'album è stato prodotto da Ricky Reed in diversi studi: Ride ai Sonic Lounge Studios a Grove City, Ohio, We Don't Believe What's on TV e Goner ai Paramount Recording Studios a Hollywood, California, e Heavydirtysoul, Ride, Fairly Local, Tear in My Heart, Lane Boy e Doubt ai Serenity West Recording, sempre a Hollywood. Il mastering è stato curato da Chris Gehringer agli Sterling Sound di New York.
L'album prende il nome dall'omonimo personaggio creato dalla band. Tyler Joseph afferma che egli «rappresenta tutte le cose di cui, io come individuo ma anche tutti quelli che mi circondano, siamo insicuri». Per rappresentare Blurryface durante le esibizioni dal vivo e i video musicali, Tyler Joseph si dipinge le mani e il collo di nero, dicendo che «è molto drammatico, lo so, ma mi aiuta ad entrare nel personaggio». Allo stesso tempo, anche il batterista Josh Dun utilizza del colore rosso per contornarsi gli occhi, come una sorta di trucco da guerra che simboleggia la battaglia contro Blurryface e le insicurezze che egli rappresenta.

## Tracce
Testi e musiche di Tyler Joseph.
1. Heavydirtysoul – 3:54
2. Stressed Out – 3:22
3. Ride – 3:34
4. Fairly Local – 3:27
5. Tear in My Heart – 3:08
6. Lane Boy – 4:13
7. The Judge – 4:57
8. Doubt – 3:11
9. Polarize – 3:46
10. We Don't Believe What's on TV – 2:57
11. Message Man – 4:00
12. Hometown – 3:54
13. Not Today – 3:58
14. Goner – 3:56

Tracce bonus nell'edizione giapponese
1. Guns for Hands – 4:33
2. Lovely – 4:18

## Formazione
Twenty One Pilots
- Tyler Joseph – voce, programmazione (tracce 1-6, 8, 9, 12), pianoforte (tracce 1, 5-7, 12-14), tastiera (tracce 2, 5, 9 e 12), organo (traccia 3), cori (traccia 6), ukulele (tracce 7, 10), organo Hammond, sintetizzatore e cori (traccia 7), basso synth (traccia 9), chitarra (traccia 5)
- Josh Dun – batteria (eccetto tracce 8 e 11), percussioni (traccia 7), voce secondaria (traccia 13), cori (tracce 5 e 7), batteria elettronica (tracce 4, 8 e 11)

Altri musicisti
- Ricky Reed – programmazione (tracce 1, 3-6, 8 e 14), voce aggiuntiva (traccia 1), basso (tracce 3-6, 10 e 14), cori (traccia 8)
- Mike Elizondo – contrabbasso (traccia 2), programmazione (traccia 2, 12 e 13), tastiera (tracce 2, 9, 12 e 13), basso, (tracce 9, 12 e 13), basso synth (tracce 9 e 12), chitarra (traccia 12 e 13), Hammond B3 e voce secondaria (traccia 13)
- Mike Crossey – programmazione, basso, sintetizzatore e cori (traccia 7)
- Jonathan Gilmore – cori (traccia 7)
- LunchMoney Lewis – cori aggiuntivi (traccia 8)
- Tim Anderson – sintetizzatore e programmazione (traccia 11)
- Danny T. Levin – tromba, trombone e eufonio (traccia 13)
- David Moyer – sassofono tenore, contralto e baritono e flauto (traccia 13)

Produzione
- Tyler Joseph – produzione esecutiva, coproduzione
- Chris Woltman – produzione esecutiva
- Ricky Reed – produzione esecutiva, produzione (tracce 1, 3-6, 8, 10 e 14)
- Neal Avron – missaggio
- Scott Skrzynski – assistenza al missaggio
- Chris Gehringer – mastering
- Drew Kapner – ingegneria del suono (traccia 1, 3-6, 8, 10 e 14)
- Michael Peterson – assistenza tecnica (tracce 1, 4, 6 e 8)
- Mike Elizondo – produzione (tracce 2, 9, 12 e 13)
- Adam Hawkins – ingegneria del suono (tracce 2, 9, 12 e 13)
- Brent Harrowood – assistenza tecnica (tracce 2, 9, 12 e 13)
- Joe Viers – ingegneria del suono (traccia 3)
- Alex Gruszecki – assistenza tecnica (tracce 3, 4 e 5)
- Mike Crossey – produzione (traccia 7)
- Jonathan Gilmore – ingegneria del suono (traccia 7)
- Victor Luevanos – assistenza tecnica (tracce 10 e 14)
- Tim Anderson – produzione (traccia 11)
- Chris Spilfogel – ingegneria del suono (traccia 11)
- Seth Perez – assistenza tecnica (traccia 11)

## Classifiche

### Classifiche settimanali
| Classifica (2015)         | Posizione massima |
| ------------------------- | ----------------- |
| Canada                    | 4                 |
| Corea del Sud             | 100               |
| Giappone                  | 61                |
| Stati Uniti               | 1                 |
| Stati Uniti (alternative) | 1                 |
| Stati Uniti (rock)        | 1                 |
| Classifica (2016)         | Posizione massima |
| Australia                 | 7                 |
| Austria                   | 12                |
| Belgio (Fiandre)          | 17                |
| Belgio (Vallonia)         | 24                |
| Danimarca                 | 9                 |
| Finlandia                 | 5                 |
| Francia                   | 10                |
| Germania                  | 27                |
| Irlanda                   | 7                 |
| Italia                    | 29                |
| Norvegia                  | 5                 |
| Nuova Zelanda             | 2                 |
| Paesi Bassi               | 18                |
| Polonia                   | 15                |
| Portogallo                | 14                |
| Regno Unito               | 5                 |
| Spagna                    | 4                 |
| Svezia                    | 9                 |
| Svizzera                  | 22                |

### Classifiche di fine anno
| Classifica (2015)  | Posizione |
| ------------------ | --------- |
| Stati Uniti        | 31        |
| Stati Uniti (rock) | 7         |
| Classifica (2016)  | Posizione |
| Australia          | 23        |
| Austria            | 34        |
| Canada             | 4         |
| Francia            | 24        |
| Islanda            | 58        |
| Italia             | 63        |
| Nuova Zelanda      | 8         |
| Stati Uniti        | 6         |
| Stati Uniti (rock) | 1         |
| Svizzera           | 46        |
| Classifica (2017)  | Posizione |
| Australia          | 97        |
| Canada             | 29        |
| Italia             | 86        |
| Nuova Zelanda      | 25        |
| Stati Uniti        | 17        |
| Stati Uniti (rock) | 3         |
| Classifica (2018)  | Posizione |
| Stati Uniti        | 77        |
| Stati Uniti (rock) | 6         |
| Classifica (2019)  | Posizione |
| Messico            | 80        |
| Classifica (2021)  | Posizione |
| Stati Uniti        | 161       |

## Date di pubblicazione
| Paese       | Data           |
| ----------- | -------------- |
| Australia   | 15 maggio 2015 |
| Germania    | 15 maggio 2015 |
| Giappone    | 15 maggio 2015 |
| Irlanda     | 15 maggio 2015 |
| Paesi Bassi | 15 maggio 2015 |
| Danimarca   | 18 maggio 2015 |
| Francia     | 18 maggio 2015 |
| Polonia     | 18 maggio 2015 |
| Regno Unito | 18 maggio 2015 |
| Europa      | 19 maggio 2015 |
| Canada      | 19 maggio 2015 |
| Stati Uniti | 19 maggio 2015 |